# Kris Defoort
Kris Defoort (* 30. November 1959 in Brügge) ist ein belgischer Pianist des Avantgarde-Jazz und Komponist, der durch zwei Opern in Westeuropa bekannt wurde.

## Leben und Wirken
Defoort stammt aus einer musikalischen Familie (sein Bruder ist der Saxophonist Bart Defoort). Seit 1978 studierte er auf dem Antwerpener Konservatorium Alte Musik und Blockflöte. 1982 entschied er sich für eine weitergehende Beschäftigung mit zeitgenössischer Musik und dem Jazz auf dem Konservatorium in Lüttich; dort gehörten Frederic Rzewski, Henri Pousseur, Garrett List und Borah Bergman zu seinen Lehrern. 1986 legte er sein erstes Album mit dem Jazzquintett Diva Smiles vor, um dann 1987 für seine weitere Ausbildung nach New York City zu ziehen. Dort nahm er mit Vincent Herring und Jack DeJohnette auf, arbeitete aber auch mit Barry Altschul, Michael Formanek sowie Tito Puente und ging mit Lionel Hampton auf Welttournee. 1991 kehrte er nach Belgien zurück, wo er seine Band Basement Party gründete, die er teilweise zur Großformation ausbaute (u. a. mit Judy Niemack und David Linx). In den nächsten Jahren war er in Westeuropa auf Tour und legte das Album Sketches of Belgium (in Anspielung an Sketches of Spain von Miles Davis und Gil Evans) vor. 1995 folgten die  Variations on A Love Supreme, die er mit Fabrizio Cassol komponierte und auf dem Jazzfestival in Middelheim uraufführte. Mit Mark Turner, Nicolas Thys und Jim Black  gründete er die Kris Defoorts Dreamtime. Daneben spielte er mit Octurn, mit dem Ensemble von Garrett List und mit Aka Moon und ging mehrmals mit Lee Konitz auf Tournee.
Seit Ende der 1990er Jahre konzentrierte er sich zunehmend auf das Komponieren für Theater und die Oper. Neben Ballett- und Kammermusiken schrieb er die Opern The Woman Who Walked into Doors (2001), die auch international erfolgreich war, und The House of Sleeping Beauties (2009), die am Brüsseler Opernhaus La Monnaie uraufgeführt und ebenfalls international gespielt wurde. 2014 feierte seine Zirkusoper Daral Shaga Premiere. Seine vierte Oper The Time of Our Singing wurde 2021 gleichfalls in Brüssel uraufgeführt.
Defoort lehrt am Konservatorium Brüssel Komposition, Arrangement und freie Improvisation.

## Preise und Auszeichnungen
Mit seinem Quintett Diva Smiles gewann er 1984 den Jazzwettbewerb der Provinz Lüttich. 1998 wurde er von den wallonischen Kritikern als bester belgischer Keyboard-Spieler des Jahres ausgezeichnet. 2012 erhielt er den SABAM Jazz Award und den Jazzmozaïek Award.

## Diskographische Hinweise
- Sketches of Belgium (1992)
- Variations on A Love Supreme (1995)
- Passages (1999)
- Dreamtime Sound Plaza (2002)
- Kris Defoort & Veronika Harcsa: Pieces of Peace (2023, mit Jean-Philippe Poncin, Benjamin Sauzereau, Lode Vercampt)